# Васильченко, Ксения Петровна
Ксения Петровна Васильченко — советский хозяйственный, государственный и политический деятель, Герой Социалистического Труда.

## Биография
Родилась в 1909 году в кишлаке Темурланг. Член КПСС.
С 1938 года — на хозяйственной, общественной и политической работе. В 1938—1968 гг. — рабочая виноградарской бригады в садово-виноградарском совхозе № 2 Шахринауского района Сталинабадской области, участница Великой Отечественной войны, звеньевая садово-виноградарского совхоза № 2 Министерства пищевой промышленности СССР.
Указом Президиума Верховного Совета СССР от 5 октября 1949 года присвоено звание Героя Социалистического Труда с вручением ордена Ленина и золотой медали «Серп и Молот».
Избиралась депутатом Верховного Совета Таджикской ССР 4-го созыва.
Умерла в посёлке Шахринав в 1991 году.